# Monument de Nizami Ganjavi à Chișinău
Le monument de Nizami Ganjavi est situé à Chișinău, la capitale de la Moldavie, dans un parc nommé d'après Nizami Ganjavi. Akif Asgarov, artiste émérite de l'Azerbaïdjan était un sculpteur et Semen Choyket, architecte émérite de la Moldavie était l'architecte du monument.

## Histoire
La cérémonie d'ouverture du monument a eu lieu au printemps 2005, lors de la visite officielle d'Ilham Aliyev, le président de l'Azerbaïdjan en Moldavie. Le monument a été érigé en «signe de bonnes relations entre les nations azerbaïdjanaises et moldaves». L'idée de la construction des monuments appartient au Congrès des Azerbaïdjanais de Moldavie, dirigé par Vugar Novruzov.
Le 12 novembre 2012, une cérémonie d'ouverture solennelle du monument reconstruit et rénové à Nizami Ganjavi a eu lieu. Boris Fochko, le ministre de la Culture de Moldova, Adalat Valiyev, vice-ministre du ministère de la Culture et du Tourisme de l'Azerbaïdjan, Namig Aliyev, ambassadeur d'Azerbaïdjan en Moldavie, membres de délégations d'Azerbaïdjan, personnalités de la culture et de l'art de Moldavie, fonctionnaires et des représentants des missions diplomatiques ont également participé à cette cérémonie. Le projet donné a été réalisé dans l'ordre d'Ilham Aliyev, le président de l'Azerbaïdjan «À propos de la célébration du 870e anniversaire du poète et penseur Nizami Ganjavi».

## Architecture
Le monument se compose d'un buste en granit de Nizami Ganjavi, représentant le poète en tenue orientale avec un turban sur la tête. Un piédestal est fait de granit rouge et décoré d'ornements orientaux. Le nom du poète, les dates de sa naissance et de sa mort sont inscrits sur le piédestal en anglais.